# Fernando Charleston Hernández
Fernando Charleston Hernández (Coatepec, Veracruz, 13 de octubre de 1976) es Analista Financiero con presencia en Grupo RadioCentro en Joya 93.7fm, MexiquenseTV, Grupo ORT de Tamaulipas y Grupo B15 de Zacatecas.  Es economista por el ITAM y maestro en Políticas Públicas por la universidad Iberoamericana ,mexicano, miembro del Partido Revolucionario Institucional (PRI). Ha sido Secretario de la Junta de Gobierno de la Condusef, Secretario Técnico de la Comisión de Presupuesto y Cuenta Pública en el año 2000-2003 con Luis Pazos de la Torre como presidente de la misma, Secretario Particular del director general de Banobras, diputado federal en el 2012 por el Distrito 9 con cabecera en Coatepec, Veracruz, pidió licencia para ser secretario de Finanzas y Planeación de Veracruz, puesto que ocupó por aproximadamente 10 meses al cual renunció y regresó a su escaño como legislador federal.

## Biografía
Fernando Charleston Hernández es licenciado en Economía por el Instituto Tecnológico Autónomo de México y cuenta con el postgrado de maestría en Políticas Públicas por la Universidad Iberoamericana.
De 1996 a 1998 fue analista de crédito y servicios en American Express, en 1998 fue subjefe de finanzas y recursos financieros del Instituto de Seguridad y Servicios Sociales de los Trabajadores del Estado (ISSSTE) y de 1998 a 2000 fue coordinador de asesores en el Centro de Investigaciones sobre la Libre Empresa A.C. y en 2000 fue asesor económico de la Secretaría del Trabajo y Previsión Social.
En el mismo 2000, fue nombrado secretario técnico de la comisión de Presupuesto y Cuenta Pública de la Cámara de Diputados, siendo presidente de dicha comisión el diputado Luis Pazos, al final de dicho cargo, en 2003, fue coordinador de asesores del vocero de la Secretaría de Hacienda y Crédito Público.
En 2003, al ser nombrado Luis Pazos como director general del Banco Nacional de Obras y Servicios Públicos (BANOBRAS), nombró a Charleston como su secretario particular, y en 2006, al ser nombrado presidente de la Comisión Nacional para la Protección y Defensa de los Usuarios de Servicios Financieros (CONDUSEF), Charleston pasó a ser secretario de la Junta de Gobierno de dicha institución.
Dejó el último cargo en 2010, cuando fue nombrado subsecretario de Planeación de la secretaría de Finanzas y Planeación del gobierno de Veracruz, al iniciar la administración encabezada por Javier Duarte de Ochoa y siendo titular de la secretaría Tomás Ruiz González.
Dejó la subsecretaría en 2012 al ser postulado como candidato del PRI a diputado federal por el Distrito 9 de Veracruz con cabecera en la ciudad de Coatepec; fue electo diputado federal para la LXII Legislatura que culminaría en 2015, e inicialmente ocupó el cargo de presidente de la comisión de Desarrollo Social; y de integrante de la comisión de Competitividad.
Solicitó y obtuvo licencia al cargo de diputado federal para asumir el 13 de agosto de 2013 somo secretario de Finanzas y Planeación de Veracruz, permaneciendo en dicho puesto hasta el 3 de julio de 2014, en que renuncia, y de forma posterior, reasume sus funciones como diputado federal. En esta segunda etapa ocupa los cargos de secretario de las comisiones de Hacienda y Crédito Público; y de Protección Civil; así como integrante de las comisiones de Medio Ambiente y Recursos Naturales; y Para la revisión del funcionamiento de la Comisión Nacional para la Protección y Defensa de los Usuarios de Servicios Financieros.
El 28 de julio de 2016 fue nombrado delegado del comité ejecutivo nacional del PRI en el estado de Morelos, y el 16 de junio de 2017 pasó a ocupar la presidencia del partido en estado por nombramiento del dirigente nacional Enrique Ochoa Reza.
Actualmente es prófugo de la justicia por las acusaciones de corrupción y desvíos de recursos públicos durante la administración del exgobernador Javier Duarte alcanzaron también a quienes fueron titulares de la Secretaría de Finanzas y Planeación (Sefiplan) y a funcionarios que estuvieron ligados a esta dependencia. Así son al menos 10 los exservidores públicos que han pisado la cárcel o tienen abiertas carpetas de investigación por diversos delitos(incluido Fernando Charleston que se dio a la fuga). En su momento, estos exfuncionarios fueron diputados del Congreso de la Unión, uno encabezó el Órgano de Fiscalización Superior del Estado de Veracruz (Orfis) y otro tuvo a su cargo el Banco Nacional de Obras y el Servicio de Administración Tributaria y uno más fue presidente municipal.
Serán ellos los que tengan que aclarar parte de los más de 61 mil millones de pesos a los que asciende el presunto desvío de recursos federales perpetrado de 2011 a 2016 en Veracruz, por la administración de Javier Duarte.